# Colby Armstrong
Colby Joseph Armstrong (* 23. November 1982 in Lloydminster, Saskatchewan) ist ein ehemaliger kanadischer Eishockeyspieler, der im Verlauf seiner aktiven Karriere zwischen 1998 und 2014 unter anderem 476 Spiele für die Pittsburgh Penguins, Atlanta Thrashers, Toronto Maple Leafs und Canadiens de Montréal in der NHL auf der Position des rechten Flügelstürmers bestritten hat. Mit der kanadischen Eishockeynationalmannschaft gewann Armstrong bei der Weltmeisterschaft 2007 die Goldmedaille, wobei er das entscheidende Tor erzielte. Sein jüngerer Bruder Riley Armstrong war ebenfalls professioneller Eishockeyspieler.

## Karriere

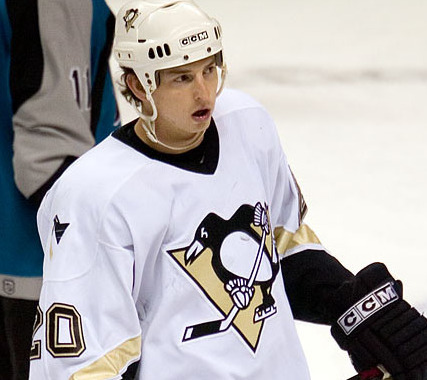
Armstrong im Trikot der Pittsburgh Penguins (2006)

Armstrong begann seine Profikarriere bei den Red Deer Rebels in der kanadischen Juniorenliga Western Hockey League (WHL), bevor der Flügelstürmer beim NHL Entry Draft 2001 als 21. Spieler in der ersten Runde von den Pittsburgh Penguins aus der National Hockey League (NHL) ausgewählt wurde.
Von den Penguins wurde der Rechtsschütze ab 2002 bei den Wilkes-Barre/Scranton Penguins, einem Farmteam in der American Hockey League (AHL), eingesetzt, sein NHL-Debüt gab er allerdings erst in der Saison 2005/06. Aufgrund guter Leistungen in der folgenden Spielzeit verlängerten die Penguins Armstrongs Vertrag um zwei weitere Jahre, jährlich brachte ihm dieser Kontrakt 1,2 Millionen US-Dollar ein. Negativ fiel der Kanadier in dieser Zeit durch gefährliche Bodychecks auf, die bei Gegenspielern wie Trevor Letowski, Jeff Carter, Saku Koivu und Patrick Eaves zu Verletzungen führten, aber weder durch die Schiedsrichter im Spiel noch durch die Liga nachträglich geahndet wurden. Am 26. Februar 2008 wurde Armstrong schließlich zusammen mit Angelo Esposito, Erik Christensen und einem Erstrunden-Wahlrecht im NHL Entry Draft 2008 im Tausch gegen Marián Hossa und Pascal Dupuis zu den Atlanta Thrashers transferiert. Dort verbrachte er etwas mehr als zwei Spielzeiten.
In der Free-Agent-Phase 2010 wechselte Armstrong zu den Toronto Maple Leafs nach Kanada, die seinen Vertrag im Juni 2012 ausbezahlten. Anschließend wechselte er zu den Canadiens de Montréal. Ende Juli 2013 gab Armstrong bekannt, dass er zu Växjö Lakers aus der Svenska Hockeyligan wechselt, wo er nach einem Jahr seine Karriere im Alter von 31 Jahren beendete.

### International
Mit der kanadischen Nationalmannschaft gewann Armstrong bei der Weltmeisterschaft 2007 die Goldmedaille. Im Finale gegen Finnland erzielte der Angreifer dabei das spielentscheidende Tor. Auch bei der Weltmeisterschaft 2009 stand er im Kader der kanadischen Auswahl, die im Finale gegen Russland unterlag.

## Erfolge und Auszeichnungen
- 2001 Teilnahme am CHL Top Prospects Game
- 2001 President’s-Cup-Gewinn mit den Red Deer Rebels
- 2001 Memorial-Cup-Gewinn mit den Red Deer Rebels

### International
- 2007 Goldmedaille bei der Weltmeisterschaft
- 2009 Silbermedaille bei der Weltmeisterschaft

## Karrierestatistik

### International
Vertrat Kanada bei:
- Weltmeisterschaft 2007
- Weltmeisterschaft 2009

(Legende zur Spielerstatistik: Sp oder GP = absolvierte Spiele; T oder G = erzielte Tore; V oder A = erzielte Assists; Pkt oder Pts = erzielte Scorerpunkte; SM oder PIM = erhaltene Strafminuten; +/− = Plus/Minus-Bilanz; PP = erzielte Überzahltore; SH = erzielte Unterzahltore; GW = erzielte Siegtore; 1 Play-downs/Relegation; Kursiv: Statistik nicht vollständig)